# Takechi Hanpeita
Takechi Zuizan (武市 瑞山, 24 de outubro de 1829 - 11 de maio de 1865), também conhecido como Takechi Hanpeita (武市 半平太), foi um samurai da província de Tosa, durante o período Bakumatsu no Japão. Como líder do Tosa Kin no To, que apoiava o movimento Sonnō jōi ('reverenciar o Imperador e expulsar os bárbaros'), ele tentou tomar controle do domínio de Tosa e receber apoio de Sakamoto Ryoma, mas ele foi preso pelo assassinato de Yoshida Toyo e forçado a cometer seppuku. Ele deu ordens a Okada Izo, um dos melhores assassinos do período Bakumatsu.